# 安沙尔

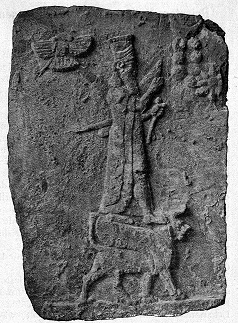
安沙尔站在一头公牛上.从亚述国古城之一阿舒尔出土.

在巴比伦创世神话《埃努玛·埃利什》（Enuma Elish）中，安沙尔，也拼作安舒尔（Anshur），意思是“天枢”和“天轴”，是天神。与“地极”神基沙尔既是姐弟，又是夫妻。他俩可能分别代表了天（an）和地（ki）。他们都属第二代神；其父母是巨蛇神拉赫穆（Lahmu）和拉哈穆（Lahamu），祖父母是提阿玛特（Tiamat）和阿勃祖（Abzu）。反过来，他们又是安努，另一位天空之神的父母。在萨尔贡二世（Sargon II）统治时期，亚述人开始将他与亚述的主神阿舒尔（Anshar）混同，使他出现在他们的《埃努玛·埃利什》中。在该神话中安沙尔的配偶是宁利勒（Ninlil）。由于他俩犯下了不可告人的坏事，于是,阿勃祖决定消灭他们。然而他们都听到了该消息并预先下手杀了他。阿勃祖的妻子提阿玛特愤怒了，她一口气生下11个孩子。这11个孩子后来将他俩杀掉，但提阿玛特为丈夫复仇的举动引起了众神的惊慌和抵抗。马尔杜克(Marduk)（雨神/雷神/風暴神）用一张神网裹住提阿玛特，并召唤四股神风吹进她的大嘴，使她无法闭上，然后一箭将她射死。马尔杜克把她的躯体劈成两半，分别创造了天地，并用她的眼泪创造了大地上的河流，用她的血创造了人类。
如果安萨尔(Anšar)/此名字是从*/Anśar/导出，那么它可能会涉及到埃及象形文字/NTR/（“神”），因为埃及象形文字 /Ṭ/ 其词源可能就是*/ S/。